# 보르딩보르

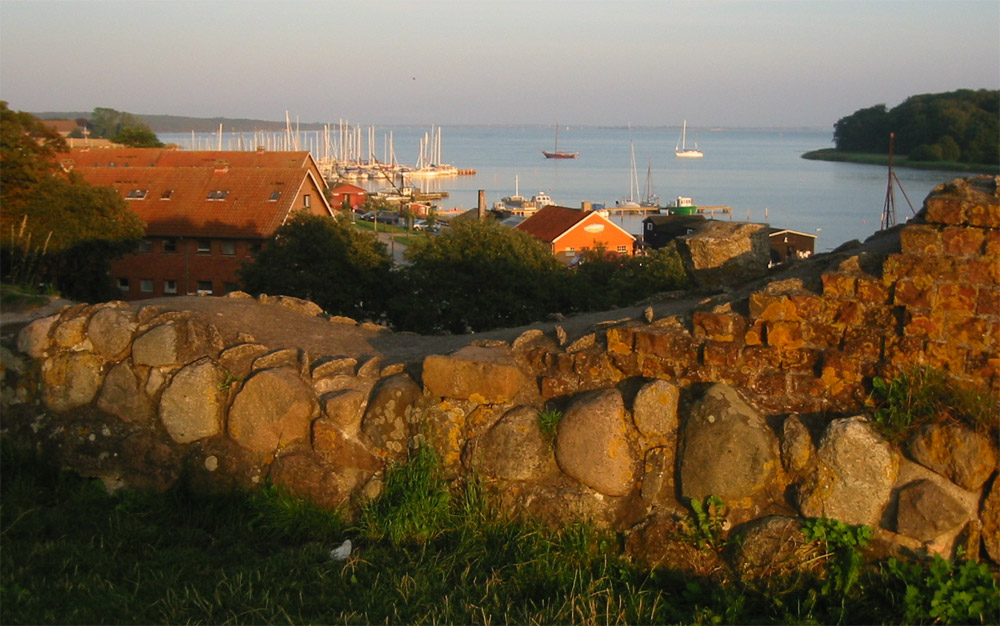
보르딩보르

보르딩보르(덴마크어: Vordingborg)는 덴마크 셸란 지역에 위치한 도시로 인구는 17,714명(2015년 기준)이다. 행정 구역상으로는 보르딩보르시에 속한다. 셸란섬에 위치하며 팔스테르섬과는 다리로 연결되어 있다.

시 문장